# Music from Taj Mahal and Karla Caves
Music from Taj Mahal and Karla Caves – solowy album polskiego trębacza jazzowego Tomasza Stańki.
Płyta jest częścią cyklu solowych nagrań dokonanych przez Tomasza Stańkę w tym okresie. Dla jej realizacji trębacz odbył podróż do Indii (razem z Edwardem Vesalą, w lutym i marcu 1980). Wszystkie zarejestrowane tam utwory to kompozycje Stańki. Część nagrań powstała w słynnym mauzoleum Taj Mahal, którego akustyka powoduje powstanie kilkunastosekundowego pogłosu. Nagrania dokonano w nocy (w ciągu dnia byłoby to niemożliwe ze względu na liczbę odwiedzających i zwiedzających Taj Mahal osób). Pozostałe nagrania powstały w Karla Caves, kompleksie jaskiń wykutych we wnętrzu góry, stanowiących buddyjską świątynię od ok. II wieku p.n.e. Tomasz Stańko zadedykował tę płytę swojej córce Annie.
Winylowy album wydany został w 1980 przez należącą do Vesali fińską wytwórnię Leo Records

## Muzycy
- Tomasz Stańko – trąbka

## Lista utworów
Strona A
| 1. | „Sbigi”                       | 1:49  |
|    |                               |       |
| 2. | „Shadow of the Midnight Moon” | 3:15  |
|    |                               |       |
| 3. | „Daada”                       | 3:43  |
|    |                               |       |
| 4. | „Almost Black”                | 4:38  |
|    |                               |       |
| 5. | „For You”                     | 1:33  |
|    |                               |       |
| 6. | „Night Flight”                | 2:52  |
|    |                               |       |
|    |                               | 17:50 |
|    |                               |       |
Strona B
| 1. | „Almost Black”                | 5:00  |
|    |                               |       |
| 2. | „Small Rooms' Magic”          | 1:04  |
|    |                               |       |
| 3. | „Daada”                       | 3:28  |
|    |                               |       |
| 4. | „Mountain Bird”               | 2:17  |
|    |                               |       |
| 5. | „Slambura Road”               | 2:33  |
|    |                               |       |
| 6. | „And the Ancient Ones Smiled” | 1:04  |
|    |                               |       |
| 7. | „Nightly Whisper”             | 1:58  |
|    |                               |       |
|    |                               | 17:24 |
|    |                               |       |

## Informacje uzupełniające
- Produkcja, nagrania – Edward Vesala
- Zdjęcia, współautor projektu okładki – Edward Vesala